# Kalliojärvi (sjö i Norra Karelen, lat 63,50, long 29,82)
Kalliojärvi är en sjö i Finland. Den ligger i kommunen Lieksa i landskapet Norra Karelen, i den östra delen av landet, 400 km nordost om huvudstaden Helsingfors. Kalliojärvi ligger 167 meter över havet. I omgivningarna runt Kalliojärvi växer i huvudsak barrskog. Den är 24,7 meter djup. Arean är 34,4 hektar och strandlinjen är 5,66 kilometer lång. Sjön  ingår i Vuoksens huvudavrinningsområde. 